# Holger Müller (Theologe)
Holger Müller (* 19. August 1961 in Pforzheim) ist ein evangelischer Theologe und Pfarrer der Badischen Landeskirche. Er war von 2010 bis 2015 Projektbeauftragter der Evangelischen Landeskirche zum Gedenken an 600 Jahre Konstanzer Konzil und von Oktober 2015 bis November 2023 Pfarrer der Evangelischen Kirchengemeinde Staffort-Büchenau. Seit Dezember 2023 ist er Pfarrer der Gemeinde Bauschlott und u. a. Vorstandsmitglied der European Christian Convention (ECC). Daneben ist er Lektor und Autor im Verlagshaus J.S. Klotz.

## Leben und Wirken
Geboren in Pforzheim und aufgewachsen in Keltern-Ellmendingen studierte Müller Theologie in Oberursel (Taunus), Tübingen und Heidelberg. Es folgten Lehrvikariat in Waghäusel und Pfarrvikariate in Schefflenz bei Mosbach sowie in der Auferstehungskirche auf dem Kuhbuckel in Mannheim.
Danach war er nahezu sechs Jahre als wissenschaftlicher Mitarbeiter im Praktisch-Theologischen Seminar der Universität Heidelberg bei Christian Möller am Lehrstuhl für Gemeindeaufbau und Pastorallehre tätig. Die Dissertation über Seelsorge und Tröstung. Christian Scriver (1629–1693), Seelsorger und Erbauungsschriftsteller wurde 2003 mit der Promotion zum Dr. theol. in Heidelberg abgeschlossen.
Im Juni 1996 trat er die Stelle als Gemeindepfarrer auf der Insel Reichenau an, daneben war er vier Jahre Pflegeheimseelsorger, zehn Jahre Gemeindepfarrer in Konstanz-Wollmatingen und sechs Jahre Landeskirchlicher Beauftragter für das 600-jährige Jubiläum des Konstanzer Konzils.
Zum 1. Oktober 2015 übernahm Holger Müller die evangelische Kirchengemeinde Staffort-Büchenau als Gemeindepfarrer. Seine langjährigen Forschungsarbeiten zu Jan Hus und dem Konstanzer Konzil stellt er in Vorträgen und Veröffentlichungen vor. Er ist seit 2016 Mitglied der Evangelischen Michaelsbruderschaft, engagiert sich für die Nagelkreuzbewegung von Coventry und ist als ECC-Vorstandsmitglied an der Initiierung eines Europäischen Ökumenischen Kirchentages beteiligt. Müller ist der Übersetzer des Stafforter Buches in die aktuelle deutsche Sprache und betätigt sich als Texter und Komponist von Kirchenliedern.
Zum Dezember 2023 verließ Holger Müller Stutensee, um die Pfarrstelle der Kirchengemeinde Bauschlott im Enzkreis zu übernehmen.
Holger Müller ist mit Johanna Seibet-Müller verheiratet, er hat vier erwachsene Kinder.

## Mitgliedschaften und Engagements
- ACG Bruchsal (Arbeitsgemeinschaft Christlicher Gemeinden)
- ACK Konstanz 2008–2014 Vorstand in Arbeitsgemeinschaft Christlicher Kirchen in Deutschland
- Mitglied der Evangelischen Michaelsbruderschaft seit 2016
- Mitglied des Bezirkskirchenrats und Beauftragter für Öffentlichkeitsarbeit im Kirchenbezirk Karlsruhe-Land seit Mai 2017
- Engagiert im Bündnis für das Nagelkreuz von Coventry Region Stutensee-Bruchsal.[11]
- European Christian Convention (ECC), Vorstandsmitglied seit Mai 2017

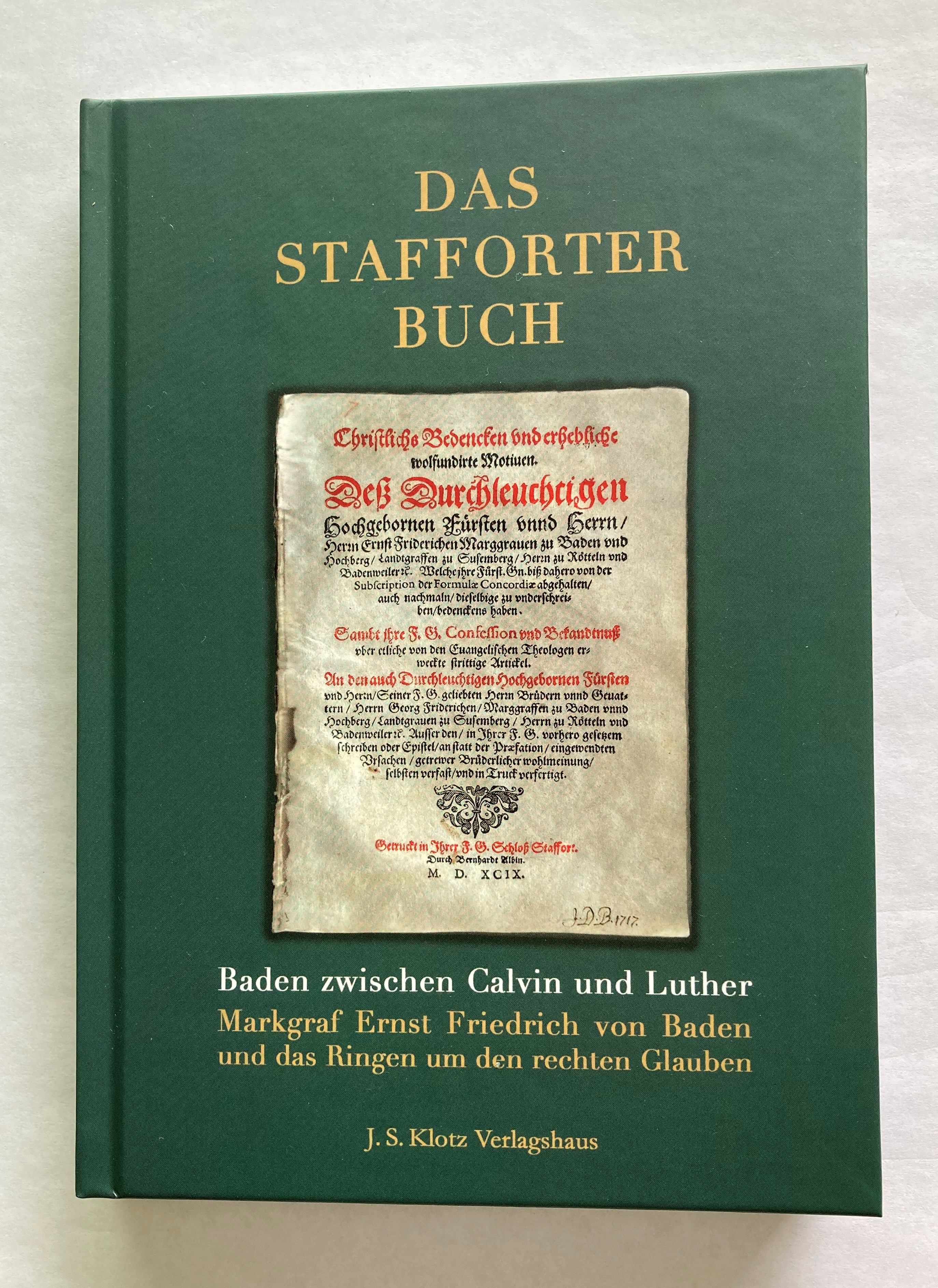
Das Stafforter Buch in aktueller Sprache - J. S. Klotz Verlagshaus

## Publikationen (Auswahl)
- Seelsorge und Tröstung. Christian Scriver (1629–1693), Erbauungsschriftsteller und Seelsorger. Dissertation Universität Heidelberg 2003[12]; veröffentlicht im Hartmut Spenner Verlag, Waltrop 2005
- Die Heilig-Geist-Kirche auf der Insel Reichenau: evangelisch, ökologisch, ökumenisch im Welt-Kulturerbe, Klotz Verlag Neulingen 2019, ISBN 978-3-948424-18-3, 2. durchgesehene Auflage 2021
- zusammen mit Jeff Klotz: Die Evangelische Kirche Staffort: Ein paradiesisches Gesamtkunstwerk aus Neogotik und Jugendstil, Klotz Verlag Neulingen 2019, ISBN 978-3-948424-04-6, 2. erweiterte Auflage 2021
- Das Stafforter Buch, Baden zwischen Calvin und Luther, Klotz Verlagshaus Neulingen 2021, ISBN 978-3-948968-55-7 und im Zusammenhang mit der Versammlung des Ökumenischen Rat der Kirchen in Karlsruhe die englische Version des Staffort Book ebenfalls im J.S. Klotz Verlagshaus in Neulingen herausgebracht ISBN 978-3-949763-04-5